# Hiberno-Normannen

Von Normannen erobertes Gebiet in Irland im Jahr 1300

Als Hiberno-Normannen (von lateinisch Hibernia „Irland“) werden jene Normannen bezeichnet, die sich in Irland ansiedelten, nachdem sie 1167 unter Richard Fitz Godbert de Roche und 1169 unter Richard de Clare zusammen mit Walisern und Flamen von England und Wales aus Landstriche entlang der West- und Nordwestküste sowie im Zentrum und im Südosten Irlands erobert hatten. Die Hiberno-Normannen setzten sich zum überwiegenden Teil aus walisischen Cambro-Normannen und zum geringeren Teil aus Anglo-Normannen aus England zusammen, die im Zuge der normannischen Eroberung Englands 1066 aus der Normandie dort eingewandert waren. Aus den Kreisen der Hiberno-Normannen kamen auch jene Handelsfamilien, die die von Oliver Cromwell so bezeichneten „Stämme von Galway“ bildeten. 